# بازی‌های مدیترانه ۱۹۹۱
بازی‌های مدیترانه ۱۹۹۱ (انگلیسی: 1991 Mediterranean Games) یازدهمین دوره مسابقات بازی‌های مدیترانه است که از ۲۸ ژوئن تا ۱۲ ژوئیه ۱۹۹۱ در آتن، یونان برگزار شده است. این بازی‌ها با حضور ۲٬۷۶۲ ورزشکار از ۱۸ کشور انجام شده است.

## ورزش‌ها
۲۳ ورزش در بازی‌های مدیترانه‌ای ۱۹۹۱ برگزار شد.
- دو و میدانی  (جزئیات)
- بسکتبال  (جزئیات)
- بوکس  (جزئیات)
- قایقرانی  (جزئیات)
- دوچرخه‌سواری  (جزئیات)
- شیرجه  (جزئیات)
- سوارکاری  (جزئیات)
- شمشیربازی  (جزئیات)
- فوتبال  (جزئیات)
- ژیمناستیک  (جزئیات)
- گلف  (جزئیات)
- هندبال  (جزئیات)
- جودو  (جزئیات)
- روئینگ  (جزئیات)
- قایقرانی  (جزئیات)
- تیراندازی  (جزئیات)
- شنا  (جزئیات)
- تنیس روی میز  (جزئیات)
- تنیس  (جزئیات)
- والیبال  (جزئیات)
- واترپلو  (جزئیات)
- وزنه‌برداری  (جزئیات)
- کشتی  (جزئیات)

## کشورهای شرکت‌کننده
- آلبانی (146)
- الجزایر (102)
- قبرس (79)
- مصر (156)
- فرانسه (325)
- یونان (437)
- ایتالیا (403)
- لبنان (56)
- لیبی (22)
- مالت (15)
- موناکو (8)
- مراکش (138)
- سان مارینو (36)
- اسپانیا (339)
- سوریه (29)
- تونس (82)
- ترکیه (206)
- یوگسلاوی (185)

## جدول مدال‌ها
*   کشور میزبان ( یونان)
| رتبه            | کشور            | طلا | نقره | برنز | مجموع |
| --------------- | --------------- | --- | ---- | ---- | ----- |
| ۱               | ایتالیا         | ۶۷  | ۴۹   | ۵۲   | ۱۶۸   |
| ۲               | فرانسه          | ۴۸  | ۵۷   | ۳۴   | ۱۳۹   |
| ۳               | ترکیه           | ۲۳  | ۱۱   | ۱۲   | ۴۶    |
| ۴               | اسپانیا         | ۲۲  | ۳۹   | ۴۹   | ۱۱۰   |
| ۵               | یوگسلاوی        | ۱۶  | ۱۳   | ۹    | ۳۸    |
| ۶               | یونان*          | ۹   | ۲۱   | ۳۰   | ۶۰    |
| ۷               | الجزایر         | ۹   | ۳    | ۵    | ۱۷    |
| ۸               | مصر             | ۸   | ۱۰   | ۱۷   | ۳۵    |
| ۹               | مراکش           | ۵   | ۵    | ۱۰   | ۲۰    |
| ۱۰              | سوریه           | ۴   | ۲    | ۵    | ۱۱    |
| ۱۱              | قبرس            | ۱   | ۲    | ۱    | ۴     |
| ۱۲              | لبنان           | ۱   | ۱    | ۱    | ۳     |
| ۱۳              | تونس            | ۱   | ۰    | ۵    | ۶     |
| ۱۴              | آلبانی          | ۰   | ۴    | ۴    | ۸     |
| مجموع (۱۴ کشور) | مجموع (۱۴ کشور) | ۲۱۴ | ۲۱۷  | ۲۳۴  | ۶۶۵   |